# Muzio Clementi
Muzio Clementi (født 1752 i Rom, død 10. marts 1832 i England) var en italiensk pianist og komponist.
Clementi fik allerede fra barndommen af god musikundervisning, såvel praktisk som teoretisk, og var bekendt som klavervirtuos og komponist, da en englænder ved navn Beckford tilbød at tage sig af ham og hans fremtidige uddannelse. Han levede nu flere år på sin velynders gods, beskæftiget med musikalske studier, og 1770 kunde han optræde som fuldt færdig virtuos.
1777-80 var Clementi dirigent ved den italienske Opera i London, men opgav stillingen for at begive sig på koncertrejser. Den første af disse førte ham til Wien, hvor han omgikkes med Mozart og Haydn; efter Kejser Josefs ønske foranstaltedes der en slags væddestrid på klaver mellem den førstnævnte og Clementi, en strid, der fik et for begge parter lige hæderligt udfald.
1784 var Clementi i Paris, og i de følgende år på ny i England, hvor han ved siden af sin offentlige optræden og sin lærervirksomhed blev deltager i en musik- og pianoforteforretning (Longman and Broderip). Efter dennes fallit fortsatte han forretningen i forening med Collard og havde nu held med sig, således at han senere kunne trække sig ud af forretningen, der fortsattes til vore dage (Collard & Co.), med et betydeligt pekuniært udbytte. En stor skare elever samlede sig efterhånden om Clementi, bl.a. hvilke navne som Cramer, Ludv. Berger, Alex. Klengel, Meyerbeer, Moscheles, Kalkbrenner og Field er de mest bekendte. Med Field rejste Clementi 1802 til Petrograd, hvor de begge gjorde stor lykke, og Field blev tilbage. Vejen fra Rusland lagde Clementi over Tyskland, hvor flere af de førnævnte elever nød godt af hans undervisning og protektion. De følgende år opholdt Clementi sig på ny i Petrograd og i Rom, hvorhen en broders død kaldte ham, og først i 1810 vendte han tilbage til England, hvor han derefter levede lykkelig og stille på et landgods, mest optagen af at komponere symfonier, der opførtes i London med meget bifald, men forblev utrykte. Offentlig optrådte han ikke mere. Clementi hørte til sin tids betydeligste klavervirtuoser. Som komponist af 106 sonater (for klaver, til dels med ledsagelse af violin, fløjte eller cello), en berømt toccata, capricer, fantasier og navnlig det store undervisningsværk Gradus ad Parnassum har han haft overordentlig Indflydelse på klavermusikkens udvikling. Han har udvidet og fæstnet den fra Ph. E. Bach overleverede »Sonateform«, og han har haft grundlæggende betydning ved at sætte »fingersætningen« i system. Hans sonater, der nu kun sjælden høres, er klart formede og besidder elegance og naturlighed, de er uden synderlig melodisk opfindsomhed og virker i det hele noget akademisk; men ved den vægt, Clementi lægger på klaversatsens glans og fuldtonighed, på pianistisk kraftudfoldelse og bred motivisk udvikling, danner de et betydningsfuldt overgangsled mellem Mozarts og Beethovens klaversonater.